# Steven Hunter
Steven D. Hunter (Chicago, Illinois, 31. listopada 1981.) američki je profesionalni košarkaš. Igra na poziciji centra, a može igrati i krilnog centra. Trenutačno je član NBA momčadi Memphis Grizzliesa. Izabran je u 1. krugu (15. ukupno) NBA drafta 2001. od strane Orlando Magica.

## NBA karijera
Izabran je kao 15. izbor NBA drafta 2001. od strane Orlando Magica. U dresu Magica, Hunter je odigrao tri sezone te je 2004. godine mijenjan u Cleveland Cavalierse. Međutim, Cavaliersi su ga ubrzo otpustili, a samo desetak dana kasnije Hunter je potpisao za Phoenix Sunse. 12. kolovoza 2005. Hunter je, kao slobodan igrač, potpisao za Philadelphia 76erse te je u dresu 76ersa proveo dvije sezone. 10. rujna 2007. Hunter je mijenjan u Denver Nuggetse zajedno s Bobbyjem Jonesom u zamjenu za Reggiea Evansa i Rickya Sancheza. 7. kolovoza 2009. Huntera je mijenjan u Memphis Grizzliese zajedno s izborom prvog kruga na NBA draftu 2010. godine u zamjenu za budući izbor drugog kruga.

## NBA statistika

### Regularni dio
| Godina    | Klub         | Odig. uta. | Uta. poč. | Min. | 2P%  | 3P%  | Sl. bac.% | Skok. | Asist. | Ukr. lop. | Blok. | Poena |
| --------- | ------------ | ---------- | --------- | ---- | ---- | ---- | --------- | ----- | ------ | --------- | ----- | ----- |
| 2001./02. | Orlando      | 53         | 21        | 9.7  | .456 | .000 | .585      | 1.8   | .1     | .1        | .8    | 3.6   |
| 2002./03. | Orlando      | 33         | 5         | 13.5 | .544 | .000 | .409      | 2.8   | .2     | .3        | 1.1   | 3.9   |
| 2003./04. | Orlando      | 59         | 23        | 13.4 | .529 | .000 | .333      | 2.9   | .2     | .1        | 1.2   | 3.2   |
| 2004./05. | Phoenix      | 76         | 3         | 13.8 | .614 | .000 | .479      | 3.0   | .2     | .1        | 1.3   | 4.6   |
| 2005./06. | Philadelphia | 69         | 35        | 19.0 | .601 | .000 | .514      | 3.9   | .2     | .2        | 1.1   | 6.1   |
| 2006./07. | Philadelphia | 70         | 41        | 22.9 | .577 | .000 | .490      | 4.8   | .4     | .2        | 1.1   | 6.4   |
| 2007./08. | Denver       | 19         | 2         | 6.3  | .536 | .000 | .450      | 1.5   | .0     | .0        | .3    | 2.1   |
| Ukupno    |              | 379        | 130       | 15.4 | .565 | .000 | .483      | 3.2   | .2     | .1        | 1.0   | 4.7   |

### Doigravanje
| Godina    | Klub    | Odig. uta. | Uta. poč. | Min. | 2P%  | 3P%  | Sl. bac.% | Skok. | Asist. | Ukr. lop. | Blok. | Poena |
| --------- | ------- | ---------- | --------- | ---- | ---- | ---- | --------- | ----- | ------ | --------- | ----- | ----- |
| 2002./03. | Orlando | 7          | 0         | 5.7  | .300 | .000 | .000      | .4    | .1     | .0        | .4    | .9    |
| 2004./05. | Phoenix | 15         | 0         | 14.2 | .558 | .000 | .600      | 2.5   | .2     | .1        | 1.2   | 4.0   |
| 2007./08. | Denver  | 2          | 0         | 2.5  | .000 | .000 | .000      | 1.0   | .0     | .0        | .0    | .0    |
| Ukupno    |         | 24         | 0         | 10.8 | .500 | .000 | .522      | 1.8   | .2     | .0        | .9    | 2.8   |

## Vanjske poveznice
- Profil na NBA.com
- Profil na Basketball-Reference.com